# Heath Davidson
Heath Davidson OAM (* 9. Mai 1987) ist ein australischer Rollstuhltennisspieler.

## Karriere
Davidson leidet seit seiner Geburt an einer Transversen Myelitis, die zu einer Querschnittlähmung führte. Im Alter von 14 Jahren begann er mit dem Rollstuhltennis, nahm aber bereits ab 2005 eine Auszeit vom Sport.
Im November 2015 gab er sein Comeback in der Klasse für Quadriplegiker. Mit der australischen Nationalmannschaft gewann er im Mai 2016 den World Team Cup. Es war der erste Titel für Australien in dieser Klasse. Nur wenige Monate später gelang es ihm bei den Paralympischen Spielen in Rio de Janeiro in der Doppelkonkurrenz an der Seite von Dylan Alcott die Goldmedaille zu gewinnen. 2018 gewann er mit Dylan Alcott die Doppelkonkurrenz der Australian Open. Diesen Titel konnten die beiden in den drei Folgejahren verteidigen.
In der Weltrangliste erreichte er im November 2022 mit Rang drei seine beste Platzierung im Einzel. Im Doppel übernahm er im Dezember 2019 die Führung.
Für die Verdienste um den Sport als Goldmedaillengewinner bei den Paralympischen Spielen 2016 wurde er 2017 mit der Medaille des Order of Australia ausgezeichnet.